# كليرفيو (أوكلاهوما)
كليرفيو (بالإنجليزية: Clearview, Oklahoma)‏ هي بلدة أمريكية تقع في الولايات المتحدة في مقاطعة أوكفوسكي، أوكلاهوما. يقدر عدد سكانها بـ 56 نسمة ومساحتها 0.5 كم2 وترتفع عن سطح البحر 240 متر.